# GABAA-ro receptor
GABAA-ro receptor (ranije poznat kao GABAC receptor) potklasa je GABAA receptora koji se sastoji samo od ro (ρ) podjedinica. GABAA receptori uključujući pripadnike ρ-potklase su ligandom kontrolisani jonski kanali koji su odgovorni za posredovanje dejstva gama-aminobutirne kiseline (GABA), jednog od glavnih inhibitornih neurotransmitera u mozgu. GABAA-ρ receptor, poput drugih GABAA receptora, je izražen u mnogim oblastima mozga, ali za razliku od drugih GABAA receptora, GABAA-ρ receptor je posebno visoko izražen u retini.

## Selektivni ligandi

### Agonisti
- CACA
- CAMP
- GABOB[2]

### Antagonisti
Mešoviti GABAA-ρ / GABAB antagonisti
- ZAPA ((Z)-3-[(Aminoiminometil)tio]prop-2-enoinska kiselina)
- SKF-97541 (3-Aminopropil(metil)fosfinska kiselina)
- CGP-36742 (3-aminopropil-n-butil-fosfinska kiselina)

Selektivni GABAA-ρ antagonisti
- TPMPA
- (±)-cis-(3-Aminociklopentil)butilfosfinska kiselina
- (S)-(4-Aminociklopent-1-enil)butilfosfinska kiselina
- N2O